# آربن آربری
آربن آربری (آلبانیایی: Arben Arbëri؛ زادهٔ ۶ ژانویهٔ ۱۹۶۴) بازیکن سابق و مربی فوتبال اهل آلبانی است.
از باشگاه‌هایی که در آن بازی کرده‌است می‌توان به باشگاه فوتبال گیانینا اشاره کرد.
وی همچنین در تیم ملی فوتبال آلبانی بازی کرده‌است.